# Ácido 2,4-diclorofenoxiacético
El 2,4 D: ácido 2,4-diclorofenoxiacético (2,4-D) es un herbicida sistémico hormonal auxínico muy común, usado en el control de malezas de hoja ancha. Es el tercer herbicida más ampliamente utilizado en Norteamérica, y el más usado en el mundo. 
 El 2,4-D fue desarrollado durante la II Guerra Mundial, por británicos de la Estación Experimental de Rothamsted, conducido por Judah Hirsch Quastel, con el propósito de incrementar los rendimientos de cultivos de una nación en armas.

En 1946 se lanzó comercialmente, siendo el primer herbicida selectivo exitoso, auxiliando grandemente el control de malezas en trigo, maíz, arroz, y similares cereales, debido a su capacidad para controlar las especies dicotiledóneas, sin afectar las monocotiledóneas.

El 2,4-D se vende en varias formulaciones bajo una amplia variedad de nombres registrados. Sigue usándose por su bajo costo, a pesar de disponerse de productos más selectivos, más efectivos, y menos tóxicos.

El 2,4-D se clasifica como una auxina de síntesis, es decir, se la considera una clase de fitohormona.

## Usos principales
El 2,4-D es comúnmente usado para:
- Control de malezas en prados y céspedes
- Secado de barbecho en labranza cero
- Control de malezas herbáceas y arbustos a lo largo de cercas, carreteras y pasos a nivel de vías de ferrocarril
- Apertura de coníferas (control de árboles de hoja ancha en plantaciones de coníferas)
- Pastizales y pasturas para henificar
- Cereales de granos
- Maíz y sorgo (ocasionalmente)
- Como un análogo sintético de auxinas

Hay más de 1500 formulaciones de herbicidas tienen al 2,4-D como ingrediente activo.

## Propiedades físicas
Nota: son propiedades para la forma técnica pura de ácido. Las formulaciones comerciales usadas en 2006 como la sal trimetilamina o uno de varios ésteres, por lo cual las propiedades difieren.
- Masa molecular relativa: 221,04
- Apariencia: sin color, polvo blanco a amarillo
- Punto de fusión: 140 °C
- Solubilidad en agua: 900 mg/l @ 25 °C
- Densidad relativa del vapor: 7,6
- Presión de vapor: 0,02 mPa @ 25 °C, 52,3 Pa @ 160 °C
- Número CAS: 94-75-7

## Toxicidad
La LD50 estudio en ratas de toxicidad aguda de acuerdo al organismo de control estadounidense: US EPA 2,4-D, 2006, es de 639 mg/kg. La dosis oral única de 5 y de 30 mg/kg de peso corporal no causaría ningún efecto agudo tóxico en voluntarios humanos.
Las formulaciones de sal amina pueden causar daño irreversible en ojos, en cambio las formulaciones de éster son consideradas no irritantes oculares.
La exposición al químico se cree que causa linfoma de Hodgkin y varias otras condiciones.

## Manufactura
El 2,4-D es un miembro de la familia de herbicidas fenoxi, incluyendo:
- 2,4,5-ácido triclorofenoxiacético (2,4,5-T)
- Ácido 2-metil-4-clorofenoxiacético (MCPA)
- Ácidos propiónicos 2-(2-metil-4-clorofenoxi) (mecoprop, MCPP)
- Ácido propiónico 2-(2,4-diclorofenoxi) (dicloroprop, 2,4-DP)
- Ácido butírico (2,4-diclorofenoxi) (2,4-DB)

El 2,4-D se manufactura con ácido cloroacético y 2,4-diclorofenol, que es de por sí producido por clorado de fenol. El proceso de producción crea varios contaminantes incluyendo isómeros, monoclorofenol, y otros policlorofenoles y sus ácidos.
El poderoso defoliante y herbicida agente naranja, usado criminalmente en toda la guerra de Vietnam, contenía 2,4-D. La controversia asociada con ese uso se debió a que tenía un contaminante cancerígeno y teratogénico (dioxina) en el componente 2,4,5-T. 
Sin embargo, el 2,4-D sigue siendo contaminado por algunas dioxinas, predominantemente aquellas con 2 o 3 átomos de cloro. Otra forma de dioxina, el 2,7 DCDD, es inevitable al producir el 2,4-D, encontrándoselo "equipotente" a la dioxina TCDD en su efecto tóxico sobre los mecanismos de inmunidad de ratones. El TCDD recibió toda la publicidad, mientras el DCDD fue muy olvidado. En 2006, el DCDD no está ni regulado ni monitoreado por la Agencia federal EPA y la PMRA, a sabiendas de que los niveles de DCDD podrían ser mucho mayores a los más altos de TCDD. El típico olor del 2,4-D es debido al primer producto de la degradación - el muy tóxico 2,4-diclorofenol.
El 2,4-D ha sido evaluado por la Unión Europea e incluido en su lista de pesticidas aprobados. El reporte de evaluación contiene una larga cantidad de datos sobre sus propiedades (físico químicas, toxicidad, destino ambiental) del 2,4-D. Está en:
- http://ec.europa.eu/food/plant/protection/evaluation/exist_subs_rep_en.htm

Sin embargo, no está aprobado el 2,4-D para usarlo en césped y jardines en: Suecia, Dinamarca, Noruega, Kuwait, Quebec, y en Belice, el uso del 2,4-D está severamente restringido. En Canadá, en 125 municipalidades está penado el uso cosmético de pesticidas en general, incluyendo el uso de herbicidas con 2,4-D. Ver: :*https://web.archive.org/web/20160303171646/http://www.flora.org/healthyottawa/BylawList.pdf
Además, en Canadá, la Agencia Regulatoria de Manejo de Plagas, (Pest Management Regulatory Agency, PMRA) ha puesto una condición de registro para el 2,4-D tal que el/los Registrante/s de 2,4-D deben proveer a la PMRA con un estudio de neurotoxicidad para el 20 de septiembre de 2009.
En 2005, la Agencia de Protección Ambiental de Estados Unidos aprobó el uso continuado de 2,4-D:
- http://www.epa.gov/oppsrrd1/reregistration/24d/

Se utilizó ingeniería genética para la obtención de tolerancia al 2,4-D. Dow AgroSciences, subsidiaria de Dow Chemical Company, desarrolló el sistema de control de malezas Enlist (Enlist Weed Control System), un sistema agrícola que incluye el uso de cultivos genéticamente modificados resistentes al herbicida «Enlist» y el herbicida propiamente dicho, que contiene dos principios activos: el ácido 2,4-diclorofenoxiacético o 2,4-D y el glifosato. Este sistema fue aprobado para su uso en los EE. UU.